# Forrådnelse
Forrådnelse er den proces, der foregår, når dødt organisk materiale rådner, dvs. bliver nedbrudt af forskellige mikroorganismer. Døde dyr (kød) opløses til dels af sig selv, da hver celle indeholder autolytiske enzymer, men den egentlige forrådnelse skyldes angreb af bakterier og til dels svampe. Udtrykket bruges oftest i forbindelse med levnedsmidler eller døde dyr. 
Forrådnelse foregår ofte under delvis iltfri betingelser, og i så fald er nedbrydningen af bl.a. proteiner ikke fuldstændig (med ammoniak og CO2 som slutprodukter), men stopper ved dannelsen af forskellige ildelugtende, kvælstofholdige stoffer, f.eks. aminer som kadaverin, putrescin og skatol, og mercaptaner. Den karakteristiske lugtudvikling, der derved kendetegner bakterieangrebet kød, vil tiltrække insekter, og f.eks. vil spyfluer lægge æg i rådnende kød.
Døde plantedele forrådner også ved angreb af mikroorganismer, men her er det det omgivende miljø, der bestemmer, om det bliver bakterier eller svampe, der udnytter fødekilden. Bakterierne er hurtige og effektive, men de er også krævende med hensyn til iltindhold, fugtighed, pH-forhold og indhold af biologisk brugbart kvælstof. Når disse forhold ikke er gunstige, overtages nedbrydningen af svampe, kan trænge langt ind med deres hyfer og opløse plantestoffet. I realiteten opstår der en succession af bakterier og svampe, som omsætter og fordøjer hinandens affald.
Død, sukkerholdig frugt vil ofte forgære pga. gærsvampe.
Ved forrådnelsen vil mange af mikroorganismerne danne affaldsstoffer, der er skadelige for andre mikroorganismer eller mennesker. 
Det kan ses som et forsøg på at udkonkurere andre, der kunne formere sig på det døde organiske stof.